# 瑞朗松
瑞朗松（法語：Jurançon，法語發音：[ʒyʁɑ̃sɔ̃] ⓘ），又称朱朗松，是法国大西洋比利牛斯省的一个市镇，属于波城区，也是波城城市公共社区的一部分。瑞朗松因出产红酒而闻名。

## 地理
瑞朗松（43°17'14"N, 0°23'17"W）面积18.78 平方千米，位于法国新阿基坦大区大西洋比利牛斯省，该省份为法国东南部省份，涵盖了贝阿恩与北巴斯克，西临大西洋比斯開灣，北至朗德省，东北接热尔省，东临上比利牛斯省，南与西班牙接壤。
与瑞朗松接壤的市镇（或旧市镇、城区）包括：比耶尔、冈镇、热洛斯、拉鲁万、隆斯、波城、圣福斯特。
瑞朗松的时区为UTC+01:00、UTC+02:00（夏令时）。

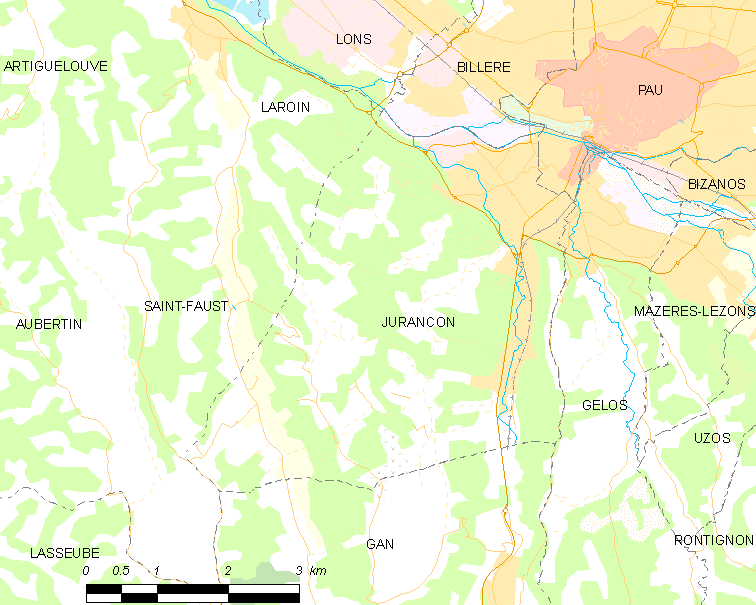
瑞朗松的OSM定位图

## 行政
瑞朗松的邮政编码为64110，INSEE市镇编码为64284。

## 政治
瑞朗松所属的省级选区为比耶尔和瑞朗松山坡县。

## 人口

1962-2008年间瑞朗松人口变化图示

瑞朗松于2022年1月1日时的人口数量为7063人。